# Temple de Vaishno Devi
Le temple de Vaishno Devi (en ourdou et en hindi : وشنو دیوی مندر (Vaishno Devi Mandir) ou वैष्णो देवी मंदिर, en pendjabi : ਵੈਸ਼ਣੋ ਦੇਵੀ ਮੰਦਿਰ), également appelé temple de Shri Mata Vaishno Devi ou Vaishno Devi Bhavan, est un temple hindou important dédié à la déesse Vaishno Devi. Il est situé sur les pentes des Monts Trikuta à Katra, dans le district de Reasi, au Jammu-et-Cachemire en Inde,,. Le temple est considéré comme l'un des 108 Maha (majeurs) Shakti Peethas dédiés à Shakti, qui est adorée comme Vaishno Devi. Ayant l'aspect principal de Durga, les hindous considèrent Vaishno Devi également comme une incarnation de Kali, Saraswati et Lakshmi. Le temple est régi par le Shri Mata Vaishno Devi Shrine Board (SMVDSB), présidé par le gouvernement du Jammu-et-Cachemire, et fondé en août 1986.
C'est l'un des centres de pèlerinage les plus visités de l'Inde. Chaque année, des millions de fidèles visitent le temple,, avec des pics de fréquentation lors des fêtes religieuses, particulièrement durant les Navaratri. C'est aussi l'un des temples les plus riches d'Inde avec des recettes annuelles de près de 16 millions de dollars selon certains auteurs.
Le temple est sacré parmi les hindous et les sikhs. De nombreuses figures importantes tels que Guru Gobind Singh et Swami Vivekananda auraient visité le temple.

## Culte
Vaishnavi (sanskrit : वैष्णवी, Vaiṣṇavī) est le shakti du dieu protecteur Vishnou. Elle chevauche le dieu-oiseau Garuda, possède quatre ou six bras. Ses attributs sont la shankha (conque), le chakra (Disque), des armes (masse, arc et épée). Elle bénit (varada mudra) et apaise (abhaya mudra) ses fidèles. Comme Vishnou, elle porte une multitude de bijoux, et une tiare cylindrique appelée kiriṭa mukuṭa.
L'auteur Abha Chauhan identifie Vaishno Devi avec le pouvoir de Durga ainsi que l'incarnation de Lakshmi, Saraswati et Kali. Pintchman écrit que Vaishno Devi serait la Mahadevi, ayant les mêmes pouvoirs que la déesse Shakti. Pintchman rapporte aussi que beaucoup de pèlerins identifient Vaishno Devi comme Durga (une forme de Parvati), également surnommée Sheranwali, « La chevaucheuse de Lion ».
Le culte de Vaishno Devi et son pèlerinage ont connu un essor particulier après la Partition des Indes en 1947. Les réfugiés pendjabis hindous ne pouvant plus rendre culte à leur divinités tutélaires (les kula devatas) et continuer les traditions familiales associés aux sanctuaires du Pendjab occidental. Beaucoup parmi cette communauté se sont reportés sur Vaishno Devi, en adoptant cette dernière comme nouvelle Kuldevi (déesse tutélaire).

## Histoire
Le 1er janvier 2022, une bousculade près de la porte n ° 3 du sanctuaire cause la mort de 12 personnes, 16 autres sont blessées,.

## Divinités

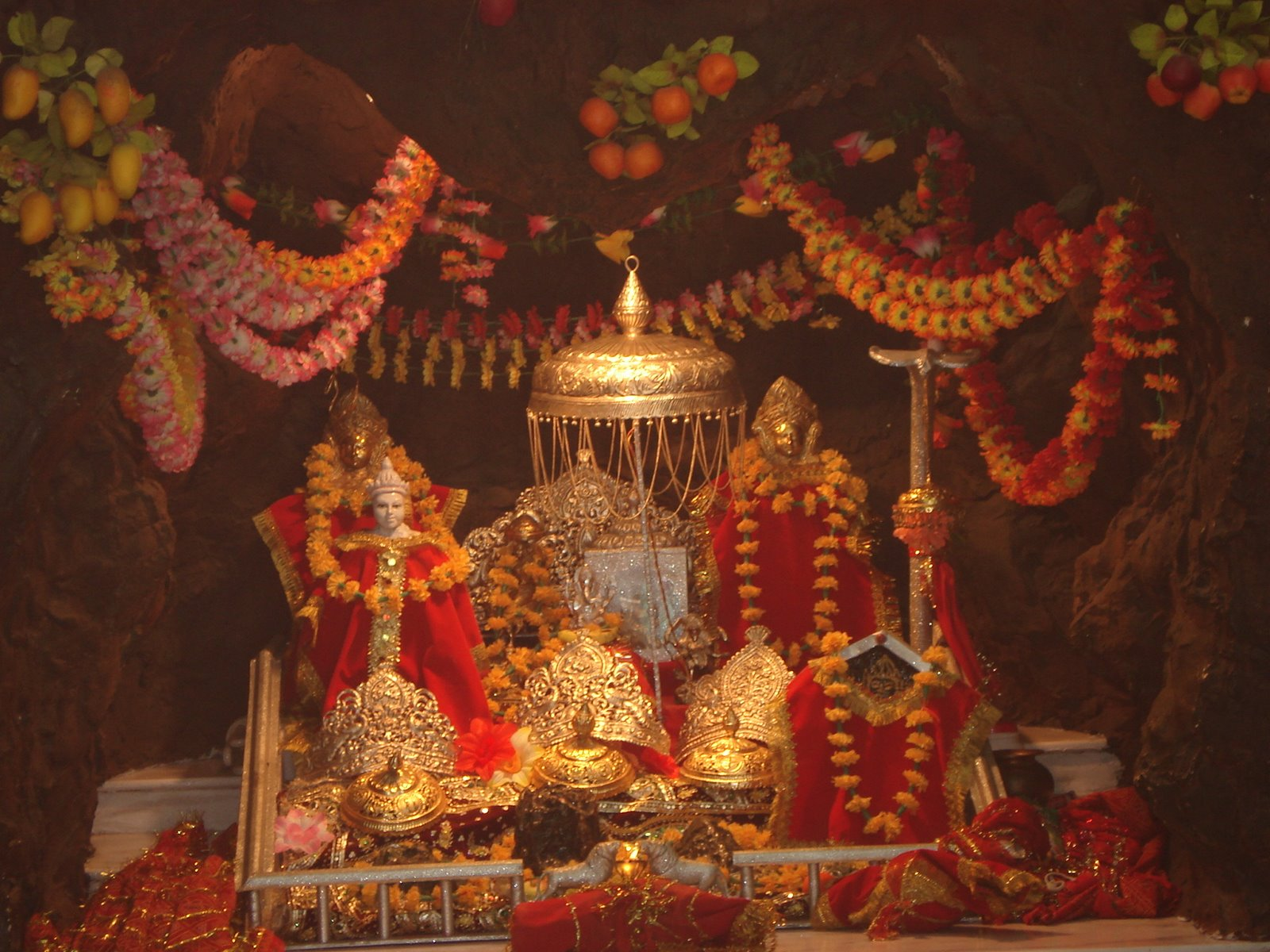
Les idoles de Mahalakshmi, Mahakali et Mahasaraswati dans le temple.

Le sanctuaire, centré sur une grotte, abrite trois pindis, c'est-à-dire des pierres ornées considérées comme des manifestations physiques (swayambhu, « manifesté par soi-même », et donc d'origine non-anthropique) de la Déesse, chacun correspondant à un de ses trois aspects. Ces trois aspects de Vaishno Devi, qui sont Mahakali, Mahalakshmi et Mahasaraswati, figurent également à travers trois idoles (murtis), dont les pieds sont lavés par l'eau apportée de la rivière Banganga.

## Célébrations
Les célébrations les plus importantes organisées au temple de Vaishno Devi sont les Navaratri, une fête de neuf nuits célébrant la victoire de Devi sur les démons maléfiques, et Diwali, une fête symbolisant la victoire de la lumière sur les ténèbres, du bien sur le mal et de la connaissance sur l'ignorance,,.
Les Navaratri sont célébrées pendant le mois d'Ashvin, qui tombe généralement pendant les mois grégoriens de septembre et octobre. Les festivités durent neuf nuits (dix jours); des artistes de tout le pays se produisent au festival du sanctuaire, le Vaishno Devi darbar.
En raison de la pandémie de COVID-19, le Shrine Board a également commencé à livrer les offrandes (prasāda) aux fidèles qui ne peuvent pas se rendre au temple en collaborant avec le Département des postes de l'Inde.

## Administration
Le temple de Vaishno Devi bénéficie depuis 1988 d'une législation propre en ce que concerne sa gestion, qui est le Jammu and Kashmir Shri Mata Vaishno Devi Shrine Act n° XVI/1988, cet acte s'inscrit également à l'article 26 de la Constitution de l'Inde. Cet outil juridique a permis la mise en place d'un conseil d'administration du sanctuaire (Shrine Board) sous contrôle public, autrefois géré par une fiducie d'émanation royale, le Dharmath Trust. Le nom du conseil est Shri Mata Vaishno Devi Shrine Board. Il y a neuf membres au conseil d'administration; tous sont nommés par le gouvernement du Jammu-et-Cachemire, en particulier par le gouverneur du Jammu-et-Cachemire. Le gouverneur du Jammu-et-Cachemire est le président d'office du conseil d'administration. En 1991, la direction du SMVDSB a également pris le contrôle de Shiv Khori, un célèbre temple de Shiva également situé dans le district de Reasi.
Le Shrine Board a construit dans le cadre de sa fonction, de nombreux centres d'hébergement destinés aux pèlerins, tels que le Vaishnavi Dham, le Saraswati Dham, le Kalika Dham, le Niharika Yatri Niwas, le Shakti Bhawan et le Ashirwad Bhawan près de la gare ferroviaire et de la gare routière à Katra.